# Irai
För andra betydelser, se Irai (olika betydelser).
Irai är en kommun i departementet Orne i regionen Normandie i nordvästra Frankrike. Kommunen ligger i kantonen L'Aigle-Est som tillhör arrondissementet Mortagne-au-Perche. År 2022 hade Irai 609 invånare.

## Befolkningsutveckling
Antalet invånare i kommunen Irai
| Referens: INSEE |